# 罗伯特·本森
罗伯特·本森（英語：Robert Benson，1894年5月18日—1965年9月7日），加拿大男子冰球运动员，场上位置是后卫。他曾代表加拿大国家队参加1920年夏季奥林匹克运动会冰球比赛，获得一枚金牌。